# Justo Gárate Arriola
Justo Gárate Arriola (Bergara, Guipúscoa, 5 d'agost de 1900 – Mendoza, Argentina, 2 de juliol de 1994) fou un metge, escriptor i polític basc.

## Biografia
Els seus pares, originaris d'Elgoibar, i quan era petitó van emigrar a l'Argentina, d'on van tornar el 1907. Endemés de basc i castellà, va aprendre francès, anglès, alemany, àrab, danès i llatí. Es llicencià en medicina a la Universitat de Madrid (1923), continuant estudis a la Universitat de La Plata i posteriorment a les de Friburg (1924), París i Berlín (1926). Durant la seva estada a París coincidí amb Miguel de Unamuno i Luis Buñuel.
Fou un dels signants del Manifest de San Andrés pel que es fundà l'Acció Nacionalista Basca, però no ingressà en el partit i fou candidat de la Conjunció Republicano-Socialista (per l'Agrupación al Servicio de la República) a les eleccions generals espanyoles de 1931, però no fou escollit.
Des del 1932 fou vocal de la secció de medicina de l'Eusko Ikaskuntza i el 1936 fou un dels fundadors de la Facultat de Medicina de la Universitat del País Basc. També publica articles a la Revista Internacional de Estudios Vascos. En produir-se el cop d'estat del 18 de juliol del 1936 es posa de part del govern republicà i col·labora amb el Govern d'Euzkadi com a membre del Tribunal militar de Bilbao i com a metge militar.
El 1937, després del bombardeig de Gernika, decidí enviar la seva família a França, i poc després marxa ell mateix. Després d'uns mesos a Bèlgica tots marxen a l'Argentina. Allí fou professor a la Facultat de Patologia de la Universitat de Mendoza (1954), de la que també en fou vicedegà el 1957. Ha estat acadèmic d'honor de l'Euskaltzaindia (1978) i de l'Instituto Americano de los Estudios Vascos. El 1982 fou investit doctor honoris causa per la Universitat del País Basc.

## Obres
- Guillermo Humboldt (Bilbao, 1933)
- Ensayos euskerianos (Bilbao, 1935)
- La época de Pablo Astarloa y Juan Antonio Moguel (Bilbao, 1936),
- El viaje español de Guillermo de Humboldt (1799-1800) (Buenos Aires, 1946);
- Viajeros extranjeros en Vasconia (Buenos Aires, 1942)
- Cultura biológica y arte de traducir (Buenos Aires, 1943)
- El carlismo de los vascos (Sant Sebastià, 1980)